# Lensia patritii
Lensia patritii is een hydroïdpoliep uit de familie Diphyidae. De poliep komt uit het geslacht Lensia. Lensia patritii werd in 1984 voor het eerst wetenschappelijk beschreven door Alekseyev. 